# Parafia św. Katarzyny w Gogołowie
Parafia św. Katarzyny w Gogołowie – rzymskokatolicka parafia znajdująca się w diecezji rzeszowskiej w dekanacie Brzostek.
Erygowanie parafii przypisuje się Świętosławowi Korycińskiemu w 1312 r. (jednak data nie jest pewna). Pierwsza wzmianka o parafii znajduje się w księdze uposażeń z 1513 r. W tym czasie należała ona do diecezji krakowskiej.
Funkcję kościoła parafialnego pełnił drewniany kościół św. Katarzyny wybudowany w 1672 r. Ponieważ stał się zbyt mały, żeby pomieścić parafian, w latach 1981–88 wybudowano nowy kościół Matki Bożej Śnieżnej (który obecnie pełni funkcję kościoła parafialnego).
Terytorium parafii obejmuje: Gogołów, Glinik Górny i Hutę Gogołowską. Parafia ma dwa kościoły filialne: św. Józefa Robotnika  w Hucie Gogołowskiej oraz św. Katarzyny w Gogołowie.

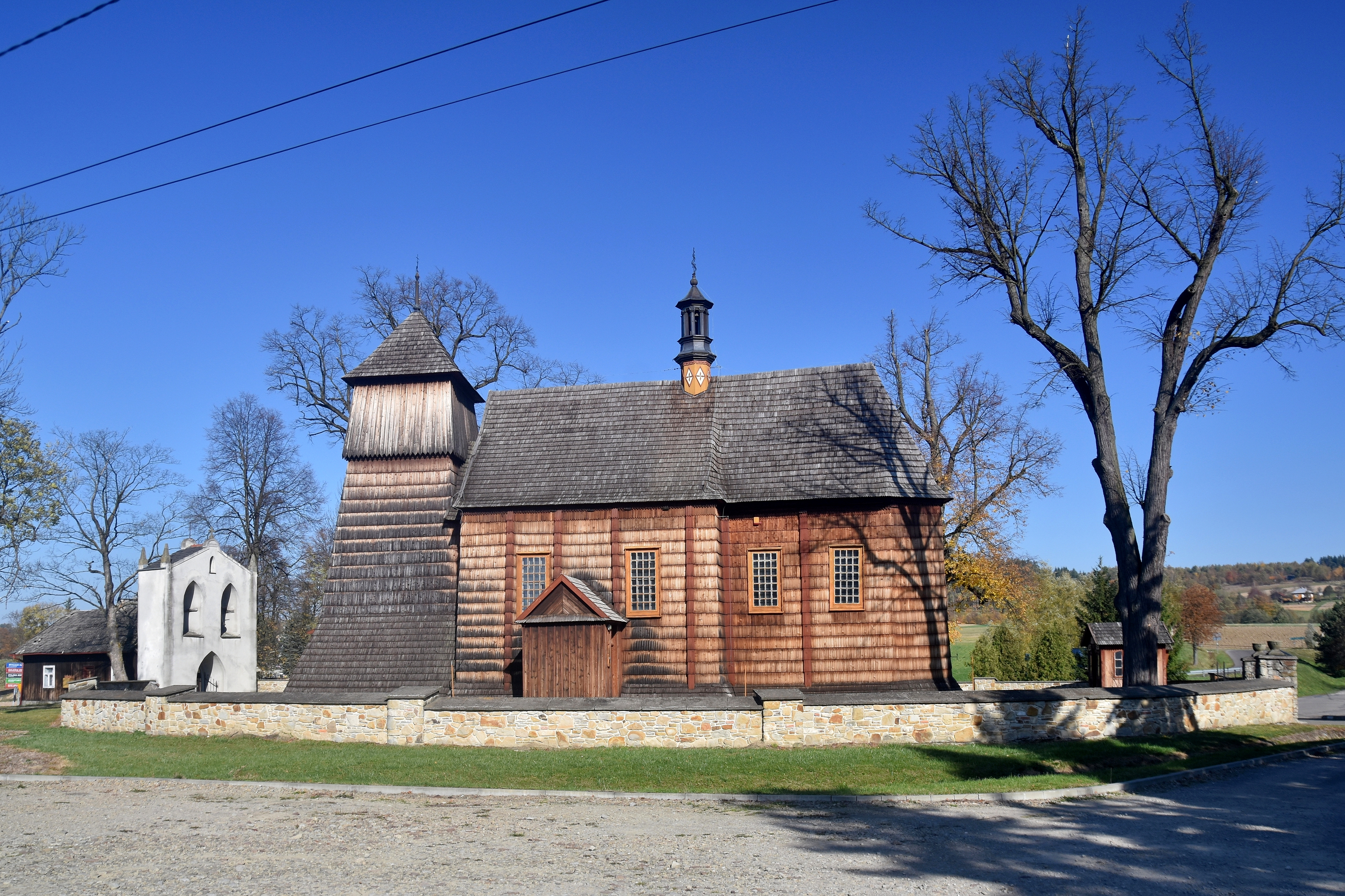
Zabytkowy kościół filialny

## Proboszczowie parafii
Pierwszym znanym proboszczem jest Grzegorz Strzemień z XVII wieku.
| Imię i nazwisko              | Lata urzędowania    |
| ---------------------------- | ------------------- |
| Grzegorz Strzemień           | ok. 1656 r. - ?     |
| Honoriusz Mathias            | ok. 1609 - ok. 1619 |
| Wiktoryn Niesmirski          | ok. 1626 r.         |
| Albert Kociński              | 1657-1667           |
| Jan Gizmanowski              | 1667-1696           |
| Franciszek Ślizowski         | 1696-1704           |
| Józef Dzieńkowski            | 1704-1721           |
| Maciej Mościelski            | 1721-1728           |
| Antoni Szawerski             | 1728-1733           |
| Walenty Lechowski            | 1733-1740           |
| Albert Strojewski            | 1740-1753           |
| Józef Raczyński              | 1753-1757           |
| Józef Żelecki                | 1757-1799           |
| Teodor Rudzki                | 1799-1801           |
| Felicjan Nieczuja Jurkiewicz | 1801-1809           |
| Józef Buczyński              | 1809-1815           |
| Wojciech Kolatowicz          | 1815-1827           |
| Marcin Jędrzejowski          | 1834-1848           |
| Andrzej Zgrzebny             | 1848-1894           |
| Michał Filipek               | 1895-1902           |
| Tomasz Stefanowski           | 1903-1935           |
| Marceli Dyszyński            | 1935-1952           |
| Jakub Ciciora                | 1952-1973           |
| Emil Midura                  | 1973-2011           |
| Jacek Cierpich               | 2011-2016           |
| Stanisław Mularz             | 2016-2017           |
| Artur Wesołowski             | od 2017             |